# Arcidiecéze Indianapolis
Arcidiecéze Indianapolis (latinsky Archidioecesis Indianapolitana) je římskokatolická arcidiecéze na části území severoamerického státu Indiana se sídlem ve městě Indianapolis a s katedrálou Sv. Petra a Pavla v Indianapolis. Jejím současným arcibiskupem je Charles Coleman Thompson.

## Stručná historie
Biskupství vzniklo v roce 1834 jako diecéze Vincennes, které bylo v roce 1898 přejmenováno na diecézi Indianapolis (diecéze Vincennes je dnes titulární). Od roku 1944 je Indianapolis metropolitním arcibiskupstvím, jehož provincie zahrnuje území státu Indiana.

## Církevní provincie

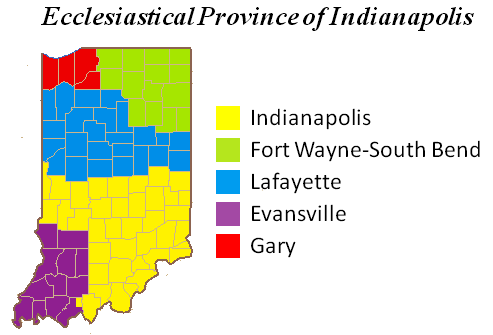
Mapa církevní provincie Indianapolis

Jde o metropolitní arcidiecézi, jíž jsou podřízeny tyto sufragánní diecéze na území státu Indiana:
- diecéze Evansville
- diecéze Fort Wayne-South Bend
- diecéze Gary
- diecéze Lafayette v Indianě